# Râul Valea Râpoasă, Călata
Râul Valea Râpoasă este un curs de apă, afluent al râului Călata.

## Hărți
- Harta județului Cluj